# Zapotèque de Petapa
Le zapotèque de Petapa (ou zapotèque de Santa María Petapa) est une variété de la langue zapotèque parlée dans l'État de Oaxaca, au Mexique.

## Localisation géographique
Le zapotèque de Petapa est parlé dans les villes de Santa María Petapa (en) et Santo Domingo Petapa (en) du district de Juchitán (en), dans l'État de Oaxaca, au Mexique,.

## Intelligibilité avec les variétés du zapotèque
Les locuteurs du zapotèque de Petapa ont une intelligibilité de 55 % du zapotèque de Guevea de Humboldt (le plus similaire) et de 34 % du zapotèque de Lachiguiri.

## Utilisation
En 1990, le zapotèque de Petapa est parlé par environ 8 000 personnes dont 220 sont monolingues, les autres parlant également notamment l'espagnol